# Palicsi-tó
A Palicsi-tó (szerbül Палићко језеро / Palićko jezero) egy természetes tó Szerbiában, a Vajdaságban, Szabadkától 8 km-re keletre, Palics üdülőfalu része.

## Földrajza
A V alakú sekély alföldi sztyeppi szikes tó a legutóbbi jégkorszakban keletkezett a nagy lösz- és homoklerakódások idején. Feljegyezték, hogy 1794-ben és 1863-ban is kiszáradt. Vize lúgos kémhatású volt a nátrium-karbonát miatt. Miután a 19. században felfedezték a víz gyógyhatását, Palics felkapott fürdőhely lett az Osztrák–Magyar Monarchiában.

## Környezeti károk
Szabadka és a Palicsi Állatkert szennyvizének belevezetése a 20. században fokozatosan lerontotta a vízminőséget. A tó mellé telepített városi szennyvíztisztító sem működött megfelelő hatékonysággal. A nátrium-szulfátos iszap az évtizedek alatt vastagon lerakódott a fenéken. Az elszaporodott algák miatt vize 2008 óta sötétzöld és nyálkás.

## Lásd még
- Ludasi-tó

## Külső hivatkozások
- Mérgező algáktól fuldoklik a Palicsi-tó[halott link] – Délmagyarország, 2014. augusztus 25.
- A Palicsi-tó ökoszisztéma-szolgáltatásai[halott link] PDF In: Természetvédelmi Közlemények 18. (2012) 527–536. o.